# اچاپورا
اچاپورا (به انگلیسی: Achapura) در هند است که در کارناتاکا واقع شده‌است.